# アクエリアス (ロケット)
アクエリアス(英名:Aquarius)は小型で廉価な積載物を低軌道へ打ち上げるためにスペースシステムズ/ロラールによって設計された廉価な打上げ機の概念である。

## 概念
機体は水や燃料や他の消耗品のように廉価で打上げの失敗時の代替の可能なバラ積みによる物資を打ち上げる事を第一の目的とした。打ち上げの目標費用は$100万ドルだった。アクエリアスは単段式で全高43m(141 ft)、直径4m(13.1 ft)で動力は複合材製の加圧タンク内に貯蔵された液体水素と液体酸素を推進剤として使用する1基の加圧供給式のエンジンである。 打上げは洋上に浮かぶ打上げに最小限の設備のみを備えた射点から1,000-kg(2,200 lb)の積載物を高度200-kilometer (120 mi)、軌道傾斜角52°の軌道に打ち上げる。積載物は機体の底部に積載され、スペース・タグで国際宇宙ステーションや推進剤貯蔵庫に運ばれた後、軌道を離脱して破壊される。

## ボルテックス冷却燃焼室壁面エンジン Vortex Cooled Chamber Wall Engine
スペースシステムズ/ロラールは2001年4月にMicrocosmとウィルソン コンポジット テクノロジーズと共にカリフォルニア州からアクエリアスの調査のための$110,000の補助金を獲得して2002年に6月に最終報告書を提出した。機体用の低費用エンジンの試作機を開発するために2004年度国防歳出法で$100万ドルが拠出された。液体水素と液体酸素を推進剤として使用するエンジンの推力は1.8メガニュートン (400,000 lbf)である。エンジンを開発するためにスペース システムズ/ロラールは空軍研究所の後援の下でエアロジェット、ORBITECとMicrocosmの各社と提携して2006年に完了した。 本質的に低費用のORBITEC エンジンの設計を次の拡大でアクエリアスで必要な推力の水準に届くために中間推力まで拡大可能である事を確認した。

## COTSへの入札
2006年の商業軌道輸送サービスのためのコンステレーション サービシーズ インターナショナルへの提案は採択されなかった。計画された開発費用は(スペースタグを含む)計画の総額$70000万ドルの一部の$15000万ドルだった。儲ける為には年間100回の打ち上げが必要とされた。設計により1/3の打ち上げが失敗するように企図された。目標費用は1回あたりの打ち上げ、或いは低軌道へ$1000/kgを$100万ドルだった。